# Tobaku Mokushiroku Kaiji
Tobaku Mokushiroku Kaiji (jap. 賭博黙示録カイジ, dt. „Glücksspiel-Apokalypse Kaiji“) ist eine Manga-Serie des japanischen Zeichners Nobuyuki Fukumoto über die Kunst des Glücksspiels, der seit 1996 im Young Magazine von Kodansha in Japan erscheint. Der erste Teil des Mangas (13 Bände) wurde 2007 als Anime-Fernsehserie adaptiert. Am 10. Oktober 2009 wurde in Japan ein Realfilm mit Tatsuya Fujiwara in der Rolle des Kaiji veröffentlicht. 2018 wurde zudem der auf den Manga basierende Film Animal World von Han Yan veröffentlicht. Tobaku Mokushiroku Kaiji gewann 1998 auch den Kodansha Manga Award in der allgemeinen Kategorie. Am 5. April 2011 begann die Ausstrahlung einer zweiten auf dem Manga basierenden Anime-Fernsehserie unter dem Namen Gyakkyō Burai Kaiji: Hakairoku-hen, die direkt an die erste Serie anknüpft.

## Inhalt
1996 zieht Schulabgänger Kaiji Itō nach Tokio, um eine Arbeit zu finden. Doch aufgrund der ersten Deflation des Landes seit dem Zweiten Weltkrieg und seiner exzentrischen Art versagt er und schlägt fortan seine Zeit in seinem Appartement mit Alkohol, Zigaretten und dem „Sammeln“ von Autoemblemen tot. Zwei Jahre später erhält er Besuch von einem Mann namens Endō, der eine Schuld eintreiben will, für die Kaiji einst gebürgt hat. Er stellt Kaiji vor zwei Möglichkeiten: Entweder arbeitet Kaiji die ausstehende Schuld die nächsten zehn Jahre ab oder aber er versucht sein Glück an Bord der Espoir. Dort findet eine Glücksspielnacht statt, in der Kaiji genug gewinnen kann, um mit einem Schlag die Schulden zurückzahlen zu können. Kaiji willigt ein, nicht ahnend, dass dies erst der Auftakt zu seiner beispiellosen Karriere als Glücksspieler ist.

## Charaktere
Kaiji Itō (伊藤 開司)
Kaiji ist der Hauptcharakter der Geschichte, der in Armut lebt und sein Leben nicht auf die Reihe kriegt. Zu Beginn hat er durch die Bürgschaft eines ehemaligen Kollegen eine Schuld in Höhe von 3.850.000 Yen. Obwohl er immer wieder verliert lässt er sich auf die Glücksspielnacht ein und zeigt dort ein unerwartet großes Talent, die Dinge zu durchschauen und sich zunutze zu machen. Im Anime wird er vom Seiyu gesprochen, der auch schon Akagi Shigeru in Noboyuki Fukumotos zweiter Animeadaption seine Stimme geliehen hat.

Kazutaka Hyōdō (兵藤 和尊)
Der mächtige und reiche Präsident der Teiai-Gesellschaft (帝愛) ist auch der Sponsor und Veranstalter der illegalen Glücksspiele wie die an Bord der Espoir. Er soll um die 70 Jahre alt und einige Billionen Yen schwer sein. Von seinem Wohlstand verdorben besteht seine einzige Freude darin arme Schlucker gegen überwältigende Angst und Verzweiflung ankämpfen zu sehen. Auch sein Seiyu war bereits für die Sprechrolle von Akagi Shigerus Gegner Washizu zuständig.

Yūji Endō (遠藤 勇次)
Endō ist ein schmieriger Geldhai mit Verbindungen zur Yakuza, der den Verzweifelten Geld zu horrenden und illegalen Wucherzinsen leiht. Er ist stets dafür zuständig bei Kaiji die Schuld einzutreiben und bringt ihn damit immer wieder zu den Glücksspielen. Nachdem Kaiji jedoch Tonegawa in E-Card besiegt hat, ist auch Endō von der oberen Managementebene Teiais abgeschnitten, weshalb er nur zu gern Kaiji in das Zwangsarbeitslager schickt. Dennoch hilft er Kaiji zunächst mit 500.000 Yen weiter, um den König der Pachinkos, den „Sumpf“ zu besiegen. Im Realfilm wird Endō von einer Frau dargestellt.

Yukio Tonegawa (利根川 幸雄)
Der dritthöchste und mächtige Geschäftsmann der Teiai-Gesellschaft ist nicht nur der Gastgeber bei limitiertem Stein-Schere-Papier und dem Stahlträger, sondern auch Kaijis direkter Gegner bei E-Card. Er glaubt, dass diejenigen, die ihr Leben in den von der Teiai abgehaltenen Glücksspielen riskieren, der Abschaum der Gesellschaft sind und hält sich selbst für einen Meister der menschlichen Psychologie und der Beobachtung. Dennoch nützen ihm nicht nur diese Fertigkeiten, sondern auch seine technischen Tricks bei E-Card nicht gegen Kaiji.

Ōtsuki (大槻)
Ōtsuki ist Kaijis Vorarbeiter im Zwangsarbeitslager. Er verdient nicht nur zusätzlich an den Mitgefangenen dadurch, dass er ihnen überteuerte Luxuslebensmittel, Zigaretten und Alkohol verkauft, sondern vor allem, indem er ihnen Vorschüsse gegen eine immense Risikobeteiligung für das Chinchiro-Spiel gewährt. Allerdings hat er für sein Spiel die Regeln leicht verändert, was ihm jedoch gegen Kaiji selbst zur Falle wird.

## Spiele
Serie 1
Eingeschränktes Stein-Schere-Papier (限定ジャンケン gentei janken)
Das Spiel, das Kaiji in seiner ersten Spielnacht auf der Espoir spielt, welche über vier Stunden geht. Die Wahrscheinlichkeit, dieses Spiel zu überstehen liegen bei 50 %. Die Regeln werden erst erklärt, wenn die Anleihen für die Wetteinsätze verteilt wurden. Diese Darlehen liegen zwischen 1.000.000 Yen und 10.000.000 Yen, wobei sie alle 10 Minuten mit 1,5 % verzinst werden. Geld, das am Ende die Tilgungshöhe der Schuld übersteigt, gehört dem jeweiligen Teilnehmer.
Das Spiel basiert auf Stein-Schere-Papier, allerdings werden die Handgesten auf Karten wiedergegeben. Jeder Teilnehmer erhält jeweils vier Karten einer Geste, also insgesamt 12. Außerdem bekommen sie jeweils drei Plastiksterne, die ihre Leben repräsentieren. Der Gewinner eines Matches erhält jeweils einen Plastikstern vom Verlierer. Um das Spiel zu gewinnen, muss der Teilnehmer am Ende drei Sterne und keine einzige Karte mehr übrig haben. Die Karten dürfen nicht weggeworfen werden. Ein Verstoß führt zu sofortiger Disqualifikation.
Wegen der Einfachheit des Spiels können sich einzelne Matches innerhalb von Sekunden abspielen und die Teilnehmer innerhalb von Minuten gewinnen oder verlieren. Die Gewinner dürfen die Treppe hinaufsteigen, wo jeder Extrastern gegen Geld eingetauscht werden kann. Die Verlierer jedoch werden von den Männern in schwarzen Anzügen sofort in einen Nebenraum verbracht.
Stahlträger-Überquerung (鉄骨渡り tekkotsu watari)
Dieses Spiel findet im Starside Hotel in zwei Teilen statt. Im Gegensatz zu limitiertem Stein-Schere-Papiere werden den Teilnehmern weder die Regeln, noch um welches Spiel es sich überhaupt handelt erklärt, bevor sie nicht eingewilligt haben. Die Teilnehmer werden in schmalen, nummerierten Boxen an ihre Startposition gebracht, einer Plattform mehrere Meter über einem größeren Platz, auf dem sich die reichen Schaulustigen versammelt haben, um dem Spektakel beizuwohnen und ihrerseits auf den Gewinner zu wetten. Die Teilnehmer müssen über einen sich verjüngenden Stahlträger laufen, wobei das Abstützen mit den Händen nicht erlaubt ist. Der Erste, der auf der anderen Seite ankommt erhält 20.000.000 Yen, der Zweite 10.000.000 Yen. Schubsen ist ausdrücklich erlaubt und erwünscht, solange man nur das Ziel erreicht.
Die Gewinner des ersten Rennens erhalten Coupons mit einem Zeitlimit, in welchem sie ihren Preis an einem bestimmten Ort eintauschen müssen. Dieses Mal müssen die Teilnehmer wieder über einen Stahlträger laufen, allerdings diesmal zu dem noch unfertig gebauten Teil des Hotels im zwanzigsten Stockwerk. Hier herunterzufallen bedeutet den sicheren Tod, wo man beim ersten Rennen noch "nur" mit mehr oder weniger schweren Verletzungen zu rechnen hatte. Um die Teilnehmer zu einer gewissen Haltung zu zwingen, wird der Stahlträger auch unter Strom gesetzt, so dass der Einsatz der Hände sich von selbst verbietet.
E-Card (Ｅカード Ī kādo)
Hierbei handelt es sich um ein Kartenspiel. Wie limitiertes Stein-Schere-Papier besitzt auch dieses Spiel einen psychologisch-strategischen Aspekt und benutzt ebenfalls drei Kartentypen: der Herrscher (kōtei), die Bürger (shimin) und den Sklaven (dorei) und stellt damit vereinfacht die Gesellschaft dar, wie Kazutaka Hyōdō zu Beginn erklärt. Der Herrscher ist die mächtigste Karte, denn sie verteilt das Geld. Die Bürger können ihm nicht widersprechen, da sie das Geld wollen. Demgegenüber steht der Sklave, der nichts besitzt und damit auch nichts zu verlieren hat und damit (zumindest im Spiel) als Einziger in der Lage ist, den Herrscher zu schlagen. Jede Partei erhält vier Bürgerkarten und entweder den Herrscher oder den Sklaven. Da es sehr viel schwerer für den Sklaven ist zu gewinnen erhält er auch im Falle eines Gewinns das Fünffache. Jedes Spiel besteht aus 12 Runden. Nachdem Kaiji kein Geld hat, spielt er unter Einsatz entweder seines Ohres oder seines Auges. Er entscheidet sich für den Einsatz seines Ohres, weshalb ihm ein Gerät umgeschnallt wird, das sich je nach seiner Wetthöhe bei Verlust in sein Ohr bohren würde. Der Minimaleinsatz beträgt 1 mm, was bedeutet, dass nach 3 cm das Gehörorgan zerstört werden würde.
Taschentuchbox-Lotterie (ティッシュ箱くじ引き tisshubako kujibiki)
Anders als die anderen Spiele hat Kaiji dieses Spiel selbst ins Leben gerufen um den Präsidenten Hyoudou selbst mit einer präparierten Lotterie in einer geleerten Tücherbox herauszufordern.
Serie 2
Untergrund-Chinchirorin (地下チンチロリン chika chinchirorin)
Dabei handelt es sich um eine vom Zwangsarbeitslager-Vorarbeiter Ōtsuki abgewandelte Form des Würfelspiels Chinchirorin. Die Besonderheit besteht zum einen darin, dass die Bank stets zwei Runden würfelt, man aber ablehnen kann, die Bank zu machen, und zum anderen darin, dass immer gewürfelt wird, egal welches Ergebnis die Bank erzielt.
Pachinko „Der Sumpf“ (パチンコ「沼」 pachinko „numa“)
Bei dem Pachinko-Automat, der als „Der Sumpf“ bezeichnet wird, handelt es sich um ein hochdotiertes Automatenspiel in einem illegalen Kasino, bei dem jede Kugel das Hundertfache einer normalen Pachinkokugel wert ist. Um eine Auszahlung zu verhindern, hat das Kasino einige Maßnahmen getroffen, um sicherzustellen, dass nur 1 von 100 Kugeln treffen kann. Den „Sumpf“ haben zuvor nur zwei Männer besiegt: Hyōdō und Tonegawa.
Serie 3
Minenfeld-Spiel „17 Züge“ (地雷ゲーム「17歩」 jirai gēmu „17-ho“)
In dieser Variante von Mah-Jongg stellen nur zwei Spieler aus einer zufälligen Auswahl von 34 Ziegeln ihre Hand zusammen. Ein Sieg ist nur per Mahjongg aus der Ablage des Gegners (Ron) und nicht per Tsumo möglich. Falls nach 17 Zügen kein Mahjongg erklärt wird, handelt es sich um ein Unentschieden. Die Ziegel werden neu gemischt und der Einsatz verdoppelt.

## Veröffentlichung
Der Manga von Nobuyuki Fukumoto erscheint in Japan seit 1996 im Magazin Young Magazine des Verlags Kodansha. Die Einzelkapitel wurden auch in bisher drei Serien zu dreizehn Bänden herausgebracht. Die vierte Serie läuft noch und hat bisher 6 Bände veröffentlicht. Die Serien wurden zudem in jeweils 6 Bänden einer KPC-Ausgabe veröffentlicht, von Serie 4 gibt es bereits 5 KPC-Bände (Stand: 7. Juni 2011).
| Serie | Originaltitel                                             | Erscheinungsjahr | Kapitel |
| ----- | --------------------------------------------------------- | ---------------- | ------- |
| 1     | Tobaku Mokushiroku Kaiji 賭博黙示録カイジ                 | 1996–1999        | 158     |
| 2     | Tobaku Hakairoku Kaiji 賭博破戒録カイジ                   | 2000–2004        | 134     |
| 3     | Tobaku Datenroku Kaiji 賭博堕天録カイジ                   | 2004–2008        | 131     |
| 4     | Tobaku Datenroku Kaiji: Kazuyahen 賭博堕天録カイジ 和也編 | seit 2009        |         |

## Anime-Fernsehserie
Madhouse animierte eine Anime-Fernsehserie auf Grundlage des Mangas, bei der Yuzo Sato Regie führte. Haruhito Takada war für das Charakterdesign zuständig. Die erste Staffel wurde vom 2. Oktober 2007 bis 1. April 2008 bei NipponTV ausgestrahlt und deckt die Serie 1 des Mangas ab. Die zweite Staffel Gyakkyō Burai Kaiji: Hakairoku-hen läuft derzeit ebenfalls bei NipponTV und umfasst das Chinchiro- und Pachinkospiel der 2. Serie.
| Episode | Deutscher Titel          | Originaltitel  | Erstausstrahlung  |
| ------- | ------------------------ | -------------- | ----------------- |
| 1       | Abgang                   | 出航 Shukkō    | 2. Oktober 2007   |
| 2       | Startschuss              | 火蓋 Hibuta    | 9. Oktober 2007   |
| 3       | Spiel                    | 勝負 Shōbu     | 16. Oktober 2007  |
| 4       | Versagen                 | 破綻 Hatan     | 23. Oktober 2007  |
| 5       | Tödliche Entscheidung    | 決死 Kesshi    | 30. Oktober 2007  |
| 6       | Aufstieg und Untergang   | 興亡 Kōbō      | 6. November 2007  |
| 7       | Bekennen                 | 喝破 Kappa     | 13. November 2007 |
| 8       | Hammer der Gerechtigkeit | 鉄槌 Tettsui   | 20. November 2007 |
| 9       | Auferweckung             | 回生 Kaisei    | 27. November 2007 |
| 10      | Der Bote                 | 使者 Shisha    | 4. Dezember 2007  |
| 11      | Sensationsgier           | 狂宴 Kyōen     | 11. Dezember 2007 |
| 12      | Alles bricht zusammen    | 転落 Tenraku   | 18. Dezember 2007 |
| 13      | Monster                  | 怪物 Kaibutsu  | 25. Dezember 2007 |
| 14      | Phantom                  | 亡霊 Bōrei     | 8. Januar 2008    |
| 15      | Himmel                   | 天空 Tenkū     | 15. Januar 2008   |
| 16      | Die Wut                  | 怒髪 Dohatsu   | 22. Januar 2008   |
| 17      | Die Konversation         | 逆境 Gyakkyō   | 29. Januar 2008   |
| 18      | Gespielt                 | 翻弄 Honrō     | 5. Februar 2008   |
| 19      | Die Grenze               | 限界 Genkai    | 12. Februar 2008  |
| 20      | Abgeschiedene Seelen     | 鬼神 Kishin    | 19. Februar 2008  |
| 21      | Herz und Seele           | 心血 Shinketsu | 26. Februar 2008  |
| 22      | Die Vollstreckung        | 執行 Shikō     | 4. März 2008      |
| 23      | Unkonventionell          | 邪道 Jadō      | 11. März 2008     |
| 24      | Die Bedingung            | 条件 Jōken     | 18. März 2008     |
| 25      | Blass                    | 投入 Tōnyū     | 25. März 2008     |
| 26      | Die Abendröte            | 残光 Zankō     | 1. April 2008     |

| Episode | Deutscher Titel                         | Originaltitel                                     | Erstausstrahlung   |
| ------- | --------------------------------------- | ------------------------------------------------- | ------------------ |
| 1       | Hölle                                   | 地の獄 (Chi no Goku)                              | 5. April 2011      |
| 2       | Spielregeln                             | 勝負の鉄則 (Shōbu no Tessoku)                     | 12. April 2011     |
| 3       | Scherben mächtigen Glücks               | 強運の欠片 (Tsuyoun no Kakera)                    | 19. April 2011     |
| 4       | Beginn des Gegenangriffs                | 逆襲の糸口 (Gyakushuu no Itoguchi)                | 26. April 2011     |
| 5       | Quälerei und Ausdauer                   | 虐待と忍耐 (Gyakutai to Nintai)                   | 3. Mai 2011        |
| 6       | Der Sturm bricht an                     | 熱風の到来 (Neppuu no Tourai)                     | 10. Mai 2011       |
| 7       | Die magischen Würfel                    | 魔法の賽 (Mahō no Sai)                            | 17. Mai 2011       |
| 8       | Ausgleichende Gerechtigkeit             | 因果応報 (Ingaōhō)                                | 24. Mai 2011       |
| 9       | Applaus. Und dann...                    | 喝采、そして… (Kassai, Soshite...)                | 31. Mai 2011       |
| 10      | Das letzte Spiel                        | 最後の博打 (Saigo no Bakuchi)                     | 7. Juni 2011       |
| 11      | Freude und Seufzer                      | 歓喜と嘆声 (Kanki to tansei)                      | 14. Juni 2011      |
| 12      | Zerborstener Himmel – Zerbrochener Mann | 破天・破漢 (Haten hakan)                          | 21. Juni 2011      |
| 13      | Anhaltspunkt der Eroberung              | 攻略の糸口 (Kōryaku no itoguchi)                  | 28. Juni 2011      |
| 14      | Verlauf eines Halunke (Zusammenfassung) | 無頼の軌跡（総集編） (Burai no kiseki (sōshūhen)) | 5. Juli 2011       |
| 15      | Entschlossene Dummheit                  | 虚仮の一心 (Koke no isshin)                       | 12. Juli 2011      |
| 16      | Beginn des Entscheidungskampfes         | 決戦の幕開け (Kessen no makuake)                  | 19. Juli 2011      |
| 17      | Nutzlose Durchführung                   | 不毛な貫徹 (Fumō na kantetsu)                     | 26. Juli 2011      |
| 18      | Unüberwindliches Tor                    | 鉄壁の門 (Teppeki no mon)                         | 2. August 2011     |
| 19      | Wundersamer Verlauf                     | 奇跡の軌道 (Kiseki no kidō)                       | 9. August 2011     |
| 20      | Unterschiedliches Schicksal             | 宿運の差 (Shukuun no sa)                          | 16. August 2011    |
| 21      | Sicherer Sieg                           | 確実な勝利 (Kakujitsu na shōri)                   | 23. August 2011    |
| 22      | Die Macht des Geldes                    | 諭吉の威光 (Yukichi no ikō)                       | 30. August 2011    |
| 23      | Wie eine Kerze im Wind                  | 風前の灯火 (Fūzen no tomoshibi)                   | 06. September 2011 |
| 24      | Umherrollende Silberkugel               | 徘徊する銀玉 (Haikai suru gindama)                | 13. September 2011 |
| 25      | Tränen der Verbitterung                 | 怨嗟の涙 (Ensa no namida)                         | 20. September 2011 |
| 26      | Die Zukunft in unseren Händen...        | 未来は僕らの… (Mirai wa bokura no...)             | 27. September 2011 |

### Synchronisation
| Rolle          | Japanischer Sprecher (Seiyū) |
| -------------- | ---------------------------- |
| Kaiji Itō      | Masato Hagiwara              |
| Kazutaka Hyōdō | Masane Tsukayama             |
| Yūji Endō      | Naoya Uchida                 |
| Yukio Tonegawa | Hakuryū                      |
| Ōtsuki         | Chō                          |

### Musik
Der Vorspann der Serie, Mirai wa Bokura no Te no Naka, stammt von Kaiji with Redbourn Cherries, das Abspannlied Makeinutatsu no Requiem von Hakuuryuu.

## Realverfilmung
Nippon TV produzierte in Verbindung mit Kodansha im Jahr 2009 unter der Regie von Tōya Satō einen Realfilm unter dem Namen Kaiji: Jinsei Gyakuten Game, der von der Tōhō vertrieben wurde. Der Film umfasst ebenfalls die Serie 1, hält sich allerdings nicht chronologisch an den Manga. So kommt das Zwangsarbeitslager bereits vor den Geschehnissen des Starside Hotels.
Außerdem erschien im November 2011 eine Fortsetzung unter dem Namen Kaiji 2 und in welchem Nobuyuki Fukumoto selbst am Drehbuch mitgewirkt hat. Ein dritter Film wurde für Januar 2020 angekündigt.
Weiterhin gibt es eine chinesische Realverfilmung mit dem Titel Animal World von Han Yan aus dem Jahr 2018. In den Hauptrollen sind Li Yifeng, Zhou Dongyu und Michael Douglas zu sehen.

## Merchandising
Zu Kaiji ist nicht nur das Kartenspiel "Limitiertes Stein-Schere-Papier" erhältlich, sondern seit dem 25. September 2008 auch das Nintendo-DS-Spiel "Death or Survival", in dem man als Kaiji in limitiertem Stein-Schere-Papier und Stahlträger überleben muss und gegen einen weiteren Mitspieler auch bei E-Card antritt. Zudem hat Kodansha im Jahr 2000 auch ein Spiel für die Playstation herausgegeben.